# Llama Niyeo
Llama Niyeo es un paraje ubicado a 70 kilómetros al sur de Maquinchao la capital del Departamento 25 de Mayo en la provincia de Río Negro. Está a 1153 metros sobre el nivel del mar y en la latitud Sur 41° 53' 60" y longitud Oeste 68° 32' 60".